# Natela Dzalamidzeová
Natela Dzalamidzeová (rusky: Натела Георгиевна Дзаламидзе, Natela Georgijevna Dzalamidze, * 27. února 1993 Moskva) je gruzínská profesionální tenistka ruského původu. Ve své dosavadní kariéře na okruhu WTA Tour vyhrála jeden deblový turnaj. K němu přidala dvě trofeje ze čtyřhry v sérii WTA 125. V rámci okruhu ITF získala deset titulů ve dvouhře a dvacet devět ve čtyřhře.
Na žebříčku WTA byla ve dvouhře nejvýše klasifikována v listopadu 2015 na 245. místě a ve čtyřhře pak v květnu 2022 na 43. místě.
Od počátku kariéry do června 2022 reprezentovala rodné Rusko. V červnu 2022 informovala o změně státního občanství, když nově bude nastupovat jako hráčka Gruzie. Jako důvod uvedla přílišnou konkurenci mezi ruskými tenistkami. Oznámení však přišlo týden před začátkem Wimbledonu 2022, ze kterého byli ruští sportovci vyloučeni.

## Tenisová kariéra

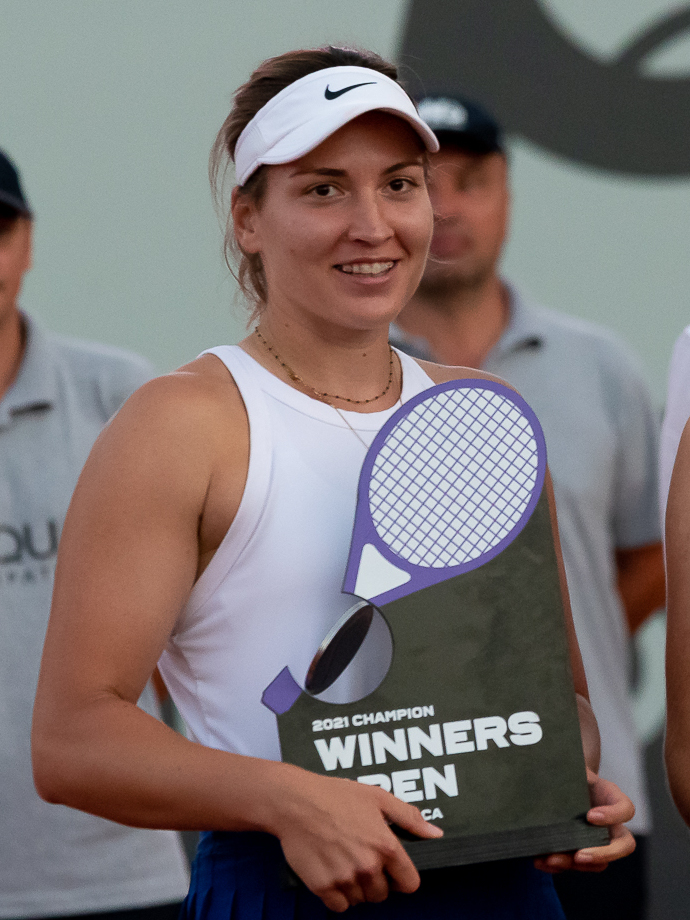
S deblovou trofejí z Winners Open 2021

V rámci hlavních soutěží událostí okruhu ITF debutovala v červnu 2007, když na turnaji v Penze dotovaném 50 tisíci dolary obdržela divokou kartu do čtyřhry. S krajankou Jekatěrinou Jašinovou vypadly ve čtvrtfinále s rumunsko-ukrajinským párem Mihaela Buzărnescuová a Veronika Kapšajová. Premiérový titul v této úrovni tenisu vybojovala během ledna 2009 na hajdarábádském turnaji s rozpočtem 10 tisíc dolarů. Ve finále přehrála sedmou nasazenou krajanku Annu Rapoportovou z deváté světové stovky.
Na okruhu WTA Tour se poprvé objevila ve čtyřhře Nürnberger Versicherungscupu 2015 hrané na norimberské antuce. Po boku Bělorusky Svjatlany Piraženkové podlehla v prvním kole Rumunce Eleně Bogdanové a Češce Evě Hrdinové. V páru s Ruskou Veronikou Kuděrmetovovou ovládla dvě deblové soutěže v sérii WTA 125. Nejdříve vyhrály Taipei Open 2016 po závěrečném vítězství nad Tchajwankami Čang Kchaj-čen a Čuang Ťia-žung a poté Mumbai Open 2018, když si poradily s Bibiane Schoofsovou a Barborou Štefkovou.
Debut v nejvyšší grandslamové kategorii zaznamenala v ženském deblu French Open 2017, do něhož s Kuděrmetovovou zasáhly jako náhradnice. V úvodním kole však nenašly recept na srbsko-australskou dvojici Aleksandra Krunićová a Ajla Tomljanovićová. Do premiérového finále na túře WTA se pak probojovala na říjnovém Upper Austria Ladies Linz 2017. V boji o deblový titul však odešla se Švýcarkou Xenií Knollovou poražena od nizozemsko-švédských obhájkyň Kiki Bertensové a Johanny Larssonové. Ani ve druhém kariérním finále na Palermo Ladies Open 2021 neuspěla. Po boku krajanky Kamilly Rachimovové prohrály s novozélandsko-belgickou dvojicí Erin Routliffeová a Kimberley Zimmermannová. O dva týdny později získala první trofej na úvodním ročníku antukového Winners Open 2021 v Kluži.  V závěrečném duelu triumfovala se Slovinkou Kajou Juvanovou nad Polkou Katarzynu Piterovou a Egypťankou Majar Šarífovou po dvousetovém průběhu.

## Finále na okruhu WTA Tour
| Legenda                                      |
| -------------------------------------------- |
| D – dvouhra; Č – čtyřhra                     |
| Grand Slam (0)                               |
| Turnaj mistryň (0)                           |
| Premier Mandatory & Premier 5 / WTA 1000 (0) |
| Premier / WTA 500 (0)                        |
| International / WTA 250 (3–4 Č)              |

### Čtyřhra: 7 (3–4)
| Stav       | č. | datum         | turnaj            | povrch    | spoluhráčka         | soupeřky ve finále                        | výsledek              |
| ---------- | -- | ------------- | ----------------- | --------- | ------------------- | ----------------------------------------- | --------------------- |
| Finalistka | 1. | říjen 2017    | Linec, Rakousko   | tvrdý (h) | Xenia Knollová      | Kiki Bertensová Johanna Larssonová        | 6–3, 3–6, [4–10]      |
| Finalistka | 2. | červenec 2021 | Palermo, Itálie   | antuka    | Kamilla Rachimovová | Erin Routliffeová Kimberley Zimmermannová | 6–7(5–7), 6–4, [4–10] |
| Vítězka    | 1. | srpen 2021    | Kluž, Rumunsko    | antuka    | Kaja Juvanová       | Katarzyna Piterová Majar Šarífová         | 6–3, 6–4              |
| Vítězka    | 2. | prosinec 2021 | Linec, Rakousko   | tvrdý (h) | Kamilla Rachimovová | Wang Sin-jü Čeng Saj-saj                  | 6–4, 6–2              |
| Finalistka | 3. | duben 2022    | Istanbul, Turecko | antuka    | Kamilla Rachimovová | Marie Bouzková Sara Sorribesová Tormová   | 3–6, 4–6              |
| Finalistka | 4. | září 2022     | Čennaí, Indie     | tvrdý     | Anna Blinkovová     | Gabriela Dabrowská Luisa Stefaniová       | 1–6, 2–6              |
| Vítězka    | 3. | únor 2023     | Linec, Rakousko   | tvrdý (h) | Viktória Hrunčáková | Anna-Lena Friedsamová Nadija Kičenoková   | 4–6, 7–5, [12–10]     |

## Finále série WTA 125
| Legenda                  |
| ------------------------ |
| D – dvouhra; Č – čtyřhra |
| WTA 125 (3–1 Č)          |

### Čtyřhra: 4 (3–1)
| Stav       | č. | datum         | turnaj               | povrch      | spoluhráčka            | soupeřky ve finále                  | výsledek         |
| ---------- | -- | ------------- | -------------------- | ----------- | ---------------------- | ----------------------------------- | ---------------- |
| Vítězka    | 1. | listopad 2016 | Tchaj-pej, Tchaj-wan | koberec (h) | Veronika Kuděrmetovová | Čang Kchaj-čen Čuang Ťia-žung       | 4–6, 6–3, [10–5] |
| Vítězka    | 2. | listopad 2018 | Bombaj, Indie        | tvrdý       | Veronika Kuděrmetovová | Bibiane Schoofsová Barbora Štefková | 6–4, 7–6(7–4)    |
| Finalistka | 1. | listopad 2018 | Tchaj-pej, Tchaj-wan | koberec (h) | Olga Dorošinová        | Ankita Rainová Karman Thandiová     | 3–6, 7–5         |
| Vítězka    | 3. | říjen 2022    | Rouen, Francie       | tvrdý (h)   | Kamilla Rachimovová    | Misaki Doiová Oxana Kalašnikovová   | 6–2, 7–5         |

## Tituly na okruhu ITF
| Dotace turnajů okruhu ITF | Dotace turnajů okruhu ITF |
| ------------------------- | ------------------------- |
| 100 000 $ tournaments     | 80 000 $ tournaments      |
| 75 000 $ tournaments      | 60 000 $ tournaments      |
| 50 000 $ tournaments      | 25 000 $ tournaments      |
| 15 000 $ tournaments      | 10 000 $ tournaments      |

### Dvouhra (10 titulů)
| Č.  | datum         | turnaj                 | povrch | poražená finalistka | výsledek           |
| --- | ------------- | ---------------------- | ------ | ------------------- | ------------------ |
| 1.  | leden 2009    | Hajdarábád, Indie      | antuka | Anna Rapoportová    | 1–6, 6–2, 6–4      |
| 2.  | únor 2012     | Šarm aš-Šajch, Egypt   | tvrdý  | Barbara Haasová     | 6–3, 6–7(3–7), 6–0 |
| 3.  | únor 2013     | Netanja, Izrael        | tvrdý  | Polina Lejkinová    | 6–4, 6–3           |
| 4.  | prosinec 2013 | Antalya, Turecko       | antuka | Aljona Sotnikovová  | 2–6, 7–6(7–5), 6–3 |
| 5.  | květen 2014   | Zelená Hora, Polsko    | antuka | Justine Ozgová      | 7–6(7–5), 6–4      |
| 6.  | srpen 2014    | Kazaň, Rusko           | tvrdý  | Marta Pajginová     | 6–2, 6–2           |
| 7.  | listopad 2014 | Súsa, Tunisko          | tvrdý  | Sherazad Reixová    | 7–6(9–7), 6–1      |
| 8.  | červenec 2015 | Maaseik, Belgie        | antuka | Catalina Pellová    | 6–1, 5–7, 6–1      |
| 9.  | srpen 2015    | Nur-Sultan, Kazachstán | tvrdý  | Xenija Pervaková    | 6–6skreč           |
| 10. | listopad 2016 | Hua Hin, Thajsko       | tvrdý  | Nudnida Luangnamová | 6–1, 6–3           |

### Čtyřhra (29 titulů)
| Č.      | datum         | turnaj                       | povrch | spoluhráčka                  | poražené finalistky                                 | výsledek                             |
| ------- | ------------- | ---------------------------- | ------ | ---------------------------- | --------------------------------------------------- | ------------------------------------ |
| 1.      | červen 2010   | Karši, Uzbekistán            | tvrdý  | Darja Kučminová              | Xenija Milevská Ganna Pivenová                      | 6–2, 2–6, [11–9]                     |
| 2.      | červenec 2011 | Darmstadt, Německo           | antuka | Anna Zajaová                 | Hana Birnerová Karolína Plíšková                    | 7–5, 2–6, [10–6]                     |
| 3.      | únor 2012     | Šarm aš-Šajch, Egypt         | tvrdý  | Christina Kazimovová         | Rocío de la Torre Sánchezová Christina Shakovetsová | 6–4, 7–5                             |
| 4.      | únor 2012     | Šarm aš-Šajch, Egypt         | tvrdý  | Christina Kazimovová         | Sofija Dmitrijevová Polina Lejkinová                | 6–0, 7–6(7–4)                        |
| 5.      | březen 2012   | Puket, Thajsko               | tvrdý  | Marta Sirotkinová            | Čan Ťin-wej Čeng Saj-saj                            | 6–4, 6–1                             |
| 6.      | červenec 2012 | Vídeň, Rakousko              | antuka | Anna Škudunová               | Christina Shakovetsová Sofija Kovalecová            | 6–4, 7–5                             |
| 7.      | červen 2013   | Guimarães, Portugalsko       | antuka | Arabela Fernandez Rabenerová | Tess Sugnauxová Rita Vilaçová                       | 3–6, 6–3, [10–3]                     |
| 8.      | červenec 2013 | Darmstadt, Německo           | antuka | Alexandra Arťamonovová       | Maša Zecová Peškiričová Christina Shakovetsová      | 6–3, 7–6(7–5)                        |
| 9.      | listopad 2013 | Šarm aš-Šajch, Egypt         | tvrdý  | Christina Kazimovová         | Elena-Teodora Cadarová Arabela Fernandez Rabenerová | 6–4, 6–3                             |
| 10.     | prosinec 2013 | Antalya, Turecko             | antuka | Christina Kazimovová         | Nikola Horáková Gabriela van de Graafová            | 6–1, 6–0                             |
| 11.     | duben 2014    | Heráklion, Řecko             | tvrdý  | Valentini Grammatikopoulou   | Despina Papamichailová Maria Sakkariová             | 6–7(6–8), 6–3, [10–5]                |
| 12.     | květen 2014   | Zelená Hora, Polsko          | antuka | Natalia Siedliská            | Ana Bianca Mihăilová Svjatlana Piraženková          | 6–4, 6–1                             |
| 13.     | červen 2014   | Breda, Nizozemsko            | antuka | Sviatlana Pirazhenková       | Demi Schuursová Eva Wacannová                       | 6–4, 6–1                             |
| 14.     | srpen 2014    | Kazaň, Rusko                 | tvrdý  | Alena Tarasovová             | Xenija Bekkerová Anastasija Frolovová               | 6–1, 6–1                             |
| 15.     | listopad 2014 | Súsa, Tunisko                | tvrdý  | Janina Toljanová             | Francesca Stephensonová Mandy Wagemakerová          | 6–2, 6–1                             |
| 16.     | listopad 2014 | Súsa, Tunisko                | tvrdý  | Olexandra Korašviliová       | Harriet Dartová Francesca Stephensonová             | 6–3, 6–1                             |
| 17.     | listopad 2014 | Súsa, Tunisko                | tvrdý  | Olexandra Korašviliová       | Dea Herdželašová Jelena Simićová                    | 6–3, 6–1                             |
| 18.     | srpen 2015    | Nur-Sultan, Kazachstán       | tvrdý  | Alena Tarasovová             | Başak Eraydınová Xenija Palkinová                   | 6–0, 6–1                             |
| 19.     | srpen 2015    | Moskva, Rusko                | antuka | Veronika Kuděrmetovová       | Olexandra Korašviliová Valerija Strachovová         | 6–3, 6–3                             |
| 20.     | září 2015     | Batumi, Gruzie               | tvrdý  | Alena Tarasovová             | Angelina Gabujevová Elizaveta Jančuková             | 5–7, 6–1, [10–7]                     |
| 21.     | leden 2016    | Daytona Beach, Spojené státy | antuka | Veronika Kuděrmetovová       | Sharon Fichmanová Carol Zhaová                      | 6–4, 6–3                             |
| 22.     | duben 2016    | Karši, Uzbekistán            | tvrdý  | Veronika Kuděrmetovová       | Xenija Lykinová Polina Monovová                     | 4–6, 6–4, [10–7]                     |
| 23.     | červen 2016   | Moskva, Rusko                | tvrdý  | Veronika Kuděrmetovová       | Anna Morginová Ganna Požnichirenková                | 6–1, 6–2                             |
| 24.     | červenec 2016 | Versmold, Německo            | antuka | Valerija Strachovová         | Kanae Hisamiová Kotomi Takahatová                   | 6–2, 6–1                             |
| nehráno | červenec 2016 | Bursa, Turecko               | antuka | Akgul Amanmuradovová         | Jekatěrine Gorgodzeová Sofija Šapatavová            | zrušeno pro pokus o vojenský převrat |
| 25.     | červenec 2016 | Astana, Kazachstán           | tvrdý  | Veronika Kuděrmetovová       | Polina Monova Jana Sizikovová                       | 6–2, 6–3                             |
| 26.     | září 2016     | Telavi, Gruzie               | antuka | Veronika Kuděrmetovová       | Tatia Mikadzeová Sofija Šapatavová                  | 6–4, 6–2                             |
| 27.     | červen 2017   | Marseille, Francie           | antuka | Veronika Kuděrmetovová       | Dalma Gálfiová Dalila Jakupovićová                  | 7–6(7–5), 6–4                        |
| 28.     | červenec 2017 | Astana, Kazachstán           | tvrdý  | Veronika Kuděrmetovová       | Ysaline Bonaventureová Naomi Broadyová              | 6–2, 6–0                             |
| 29.     | červen 2019   | Staré Splavy, Česko          | antuka | Nina Stojanovićová           | Kjōka Okamurová Dejana Radanovićová                 | 6–3, 6–3                             |